# TAXI-kodning
TAXI-kodning är en bitkodning vid datorkommunikation. Kommunikation med TAXI-kodning ger en transparent asynkron dataförbindelse, benämningen TAXI är en förkortning av "Transparent Asynchronous Transmitter/Receiver Interface" TAXI använder sig av så kallad 4B/5B-kodning. 
TAXI-kodning användes vid implementation av Fiber Distributed Data Interface och Asynchronous Transfer Mode.